# Guðmundur Þórður Guðmundsson
Guðmundur Þórður Guðmundsson (ur. 23 grudnia 1960 w Reykjavíku) – islandzki piłkarz ręczny oraz trener męskiej reprezentacji Bahrajnu, a także drużyny Bundesligi Rhein-Neckar Löwen.
Największe sukcesy z reprezentacją Islandii odniósł jako trener podczas Igrzysk Olimpijskich 2008 w Pekinie, zdobywając srebrny medal olimpijski oraz z reprezentacją Danii w 2016 roku w Rio de Janeiro, zdobywając złoty medal olimpijski.
Podczas mistrzostw Europy w 2010 r. w Austrii zdobył brązowy medal.
W 2008 otrzymał Krzyż Kawalerski Orderu Sokoła Islandzkiego.